# Партия национального единства (Чехословакия)
Партия национального единства (чеш. Strana národní jednoty) — партия, существовавшая в 1938—1939 годах в Чехословакии. 

## История
29 сентября 1938 года Великобритания в лице премьер-министра Чемберлена и Франция в лице премьер-министра Даладье, в рамках проводимой ими политики «умиротворения» фашистских держав (т. е. содействия выполнению их захватнических претензий в отношении соседних государств) заключили в Мюнхене с рейхсканцлером Германии Гитлером и премьер-министром Италии Бенито Муссолини соглашение о расчленении Чехословакии. Мюнхенское соглашение было подписано названными лидерами государств на следующий день, 30 сентября того же года и предусматривало немедленную (с 1 по 10 октября) передачу Германии Судетской области.
Этот же документ обязывал Чехословакию удовлетворить в течение 3 месяцев все территориальные притязания, которые предъявляли к ней Венгрия и Польша. На этом основании 2 ноября 1938 года министры иностранных дел Германии (И. Риббентроп) и Италии (Г. Чиано), действуя в роли «арбитров», приняли решение передать Венгрии южные районы Словакии и Подкарпатской Руси общей площадью 11927 км², с населением более 1 млн. чел. (Первый Венский арбитраж). 
Мюнхенский диктат вызвал обострение внутриполитической ситуации в стране. Вслед за Венским арбитражем, в середине ноября 1938 года все партии Чехии объявили о своём самороспуске. 21 ноября на их основе была создана Партия национального единства (ПНЕ). Её возглавил Р. Беран, один из вождей Аграрной партии.
После создания Протектората Богемии и Моравии партия была распущена. Часть её членов основала политическую организацию Национальное партнёрство, единственную легальную в протекторате, формальными членами которой были почти все проживающие в нём мужчины (членство женщин не допускалось).

## Состав партии
В состав ПНЕ вошли все правые, националистические партии, а также аграрии:
- Республиканская партия земледельческого и мелкокрестьянского населения (чеш. Republikánská strana zemědělského a malorolnického lidu)
- Чехословацкая народная партия (чеш. Československá strana lidová)
- Национальное объединение (чеш. Národní sjednocení)
- Национальная лига (чеш. Národní liga)
- Чехословацкая торгово-коммерческая партия среднего класса (чеш. Československá živnostensko-obchodnická strana středostavovská)
- Христианско-социальная партия (чеш. Křesťansko-sociální strana)
- Национальная фашистская организация (чеш. Národní obec fašistická)
- Национальная народная партия (чеш. Národní strana lidová)

а также часть членов Чехословацкой национал-социалистической партии (чеш. Československá strana národně socialistická).
Оставшиеся члены ЧНСП объединились с Чехословацкой социал-демократической рабочей партией (чеш. Československá sociálně demokratická strana dělnická) в Национальную партию труда (чеш. Národní strana práce), которая представляла из себя объединение некоммунистических левых партий и существовала как единственная законная оппозиция ПНЕ.
Аналогичную роль в Словакии приняла на себя Глинкова словацкая народная партия, которая уже 8 ноября 1938 года добавила к своему названию «… – партия словацкого национального единства».